# Eduard Van Caillie
Eduard Van Caillie (Brugge, 1914 - Knokke-Heist, 2005) was een Belgisch notaris, natuurliefhebber en monumentenzorger.

## Levensloop
Eduard Van Caillie werd notaris in Brugge, in een in 1817 opgerichte standplaats, die al terugging op een notariaat uit het ancien régime. Hij volgde hierin onder meer vier voorouders op: Eduard Van Caillie (1868-1882), Louis Van Caillie (1882-1896), Emile Van Caillie (1896-1911) en zijn vader Jean Van Caillie (1911-1959). Het kantoor was gevestigd in een historisch pand in de Kelkstraat. Eduard woonde zelf in Damme, in het begin van de Poldervlakte, in de Christoffelhoeve, waar hij zich nader bij de natuur voelde.
Hij werd inderdaad een vroegtijdig milieuactivist. Enerzijds beoefende hij de liefhebberij van imker. Anderzijds verbleef hij graag in de natuur als beheerder van wateringen, als jager en als aandachtig natuurliefhebber. Hij was ook een toegewijd monumentenzorger, in de eerste plaats als goed beheerder van historische gebouwen waarvan hij de eigenaar was. Hij was ook een van de medestichters van de Brugse vereniging Marcus Gerards, die zich voor het goede behoud van de historische stad inzette. Verder was hij mecenas van de stad Damme en schonk, samen met Victor Petitat, onder meer de 25 klokken voor de beiaard van het stadhuis.
Hij was de raadsman van de notarisfamilie De Busschère, de erfgenamen van zijn vroeg overleden collega Charles de Busschère (1921-1966) en adviseerde hen onder meer voor de verkoop van eigendommen, teneinde uit onverdeeldheid te treden. De belangrijkste eigendom was het kasteel en domein Beisbroek op Sint-Andries. Hij wendde zich hiervoor tot het stadsbestuur van Brugge en kon die overtuigen om het meer dan 100 ha natuurgebied aan te kopen en het aldus te vrijwaren van dreigende verkaveling en bebouwing. De redelijke prijs die werd bedongen was des te gunstiger voor de stad Brugge, omdat het federale zogenaamde 'Groenplan' een aanzienlijk deel van de aankoopsom voor zijn rekening nam.